# Ophryops dispar
Ophryops dispar là một loài bọ cánh cứng trong họ Cerambycidae.

## Hình ảnh

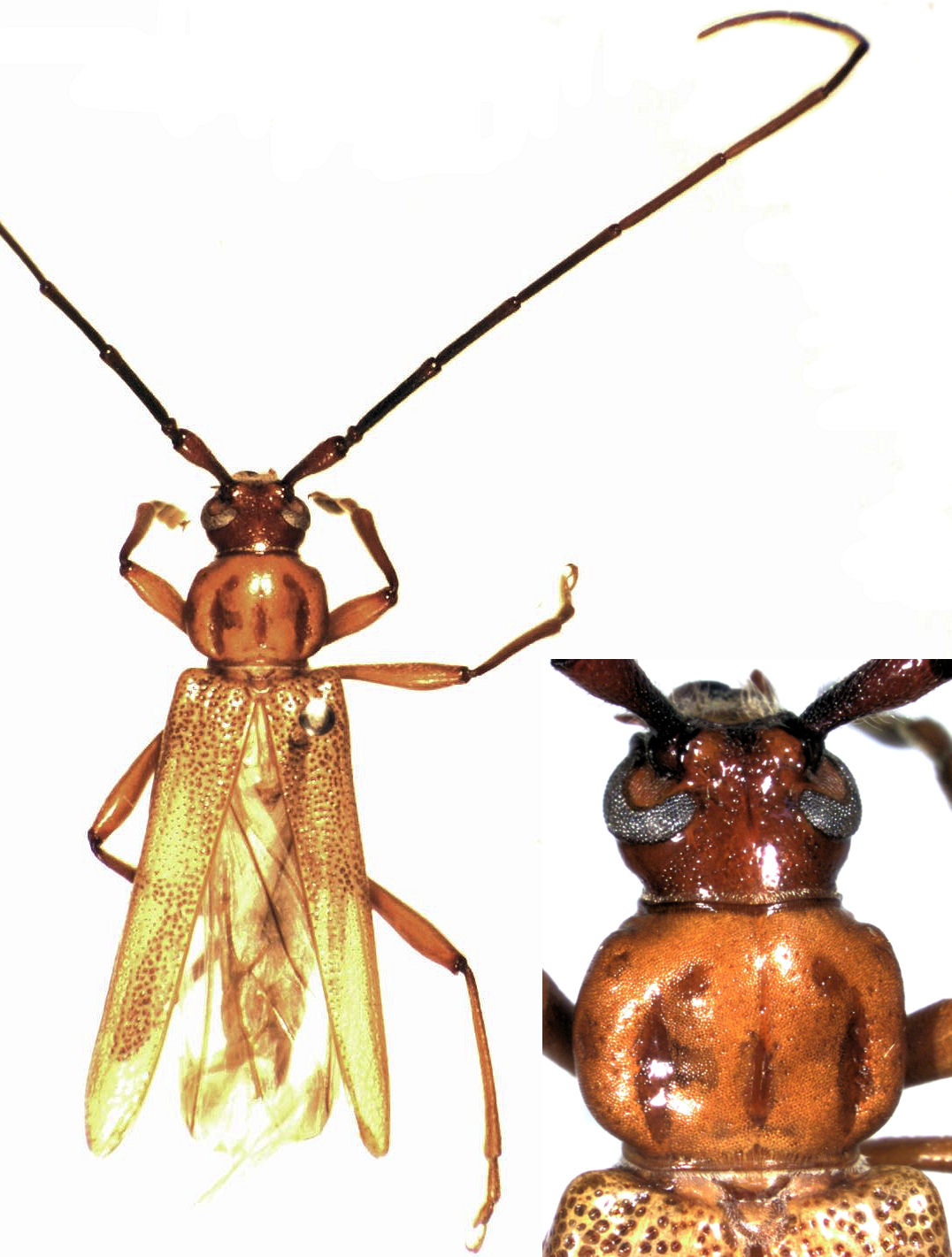